# Thái Hòa Công chúa
Thái Hòa công chúa (chữ Hán: 太和公主; không rõ năm sinh năm mất), hòa thân công chúa Nhà Đường, là Hoàng nữ của Đường Hiến Tông. Vì mục đích chính trị, bà trở thành công chúa chính quy (tức là con gái của Hoàng đế) thực hiện chính sách hòa thân, gả làm Khả đôn cho Hồi Hột.
Bà là vị Hòa thân công chúa chính quy thứ 3 và cuối cùng của Nhà Đường liên hôn với Hồi Hột.

## Xuất giá Hồi Hột
Không rõ năm sinh của công chúa, hay mẹ bà là ai. Là chị gái thứ năm của Đường Mục Tông, tuy nhiên cũng có chỗ ghi công chúa là con gái thứ 10 của Đường Hiến Tông. Có suy đoán công chúa là con gái của Quách quý phi, hoặc ít nhất là do Quách phi nuôi dưỡng khi còn nhỏ dựa vào bức thư mà Đường Vũ Tông gửi sau này.
Năm Nguyên Hòa thứ 9 (814), dân tộc Hồi Hột thỉnh cầu hòa thân. Đường triều Lễ bộ Thượng thư Lý Giáng (李绛) tâu:"Hiện tại Giang Hoài khu, một huyện lớn một năm thu vào có 20 vạn quan tiền, đủ để chuẩn bị Công chúa xuất giá của hồi môn”, nhưng là Hiến Tông vẫn chưa bằng lòng gả.
Năm Trường Khánh nguyên niên (821), Hồi Hột phái sứ giả đến Đường triều xin gả công chúa hòa thân, Đường Mục Tông đồng ý. Sùng Đức Khả hãn (崇德可汗) liền phái sứ giả đến Đường triều, mang ngựa 20.000 thớt, lạc đà 1.000 thớt làm sính lễ. Mục Tông đặc biệt ban phong hiệu cho công chúa là Nhân Hiếu Đoan Lệ Minh Trí Thượng Thọ Khả đôn (仁孝端丽明智上寿可敦), xuất giá lấy Hồi Hột khả hãn.
Khi công chúa xuất giá, Đường Mục Tông đích thân đưa tiễn đến Thông Hóa môn (通化门), các vương công đại thần từ trước đã đợi ở Chương Kính tự (章敬寺) để đưa tiễn công chúa, triều đình bày bố nghi vệ, cờ tiết rất trịnh trọng. Từ khi loạn An Sử xảy ra, Trường An chưa từng thấy một hôn lễ xa hoa như vậy, nên bá tánh kéo đến xem rất đông.
Thổ Phồn không muốn Đường-Hồi liên hôn, bèn suất binh ra quấy nhiễu, bị Thứ sử Diêm Châu là Lý Văn Duyệt (李文悦) chặn đánh lui, Hồi Hột cũng vì bảo vệ công chúa mà suất binh vạn mã đến hộ tống đoàn xa giá của công chúa. Nhà Đường nghe tin, cũng phái 3.000 tinh binh cản trở Thổ Phồn. Khi đó, Hồi Hột phái 760 người đến Hoàng Lư tuyền (黄芦泉) để đón công chúa, còn Thứ sử Phong Châu là Lý Hữu (李祐) phái 3.000 kị binh đến hộ tống công chúa ở Khanh tuyền (卿泉).
Hòa thân đội ngũ đoàn người đưa công chúa đến Hồi Hột. Khi phản hồi, đều nói: Lúc trước, công chúa cách Hồi Hột nha trướng còn có hai ngày lộ trình, Khả hãn phái mấy trăm danh kỵ binh tiến đến thỉnh cầu công chúa đi đường khác. Hộ tống công chúa xuất giá tả Kim Ngô vệ Đại tướng quân Hồ Chứng (胡证) nói: “Không thể”, Hồi Hột sứ giả nói trước kia Hàm ân công chúa xuất giá đã từng có tiền lệ này. Hồ Chứng đáp: “Đường triều Thiên tử khiển ta đưa công chúa đến gặp Khả hãn, nay không thấy Khả hãn, công chúa không thể lộ diện”, Hồi Hột sứ giả đành phải thôi.
Khi công chúa đến Hồi Hột nha trướng, lựa chọn ngày tốt, sắc phong công chúa làm Khả đôn dân tộc Hồi Hột. Dân tộc Hồi Hột trước đó bày biện đại dư khúc ỷ (大舆曲扆; một dạng kiệu gấp có người khiêng của dân Hồi), phía trước trưng bày ghế nhỏ, dẫn công chúa bước lên đại dư, dân tộc Hồi Hột chính họ phân biệt nâng lên, ở nha đình quẹo phải 9 vòng, công chúa hạ bước xuống rồi lên lầu, cùng Khả Hãn quay mặt hướng Đông mà ngồi. Từ đây bắt đầu, dân tộc Hồi Hột triều yết Khả hãn và Khả đôn.
Khoảng năm Trường Khánh thứ 4 (824), Sùng Đức Khả hãn qua đời, em trai là Chiêu Lệ Khả hãn (昭禮可汗) kế vị, Thái Hòa công chúa phải tái giá cùng Chiêu Lệ Khả hãn. Năm Thái Hòa thứ 6 (832), Chiêu Lệ Khả hãn bị ám sát, cháu là Chương Tín Khả hãn (彰信可汗) lên kế vị, công chúa lại tái giá với Chương Tín Khả hãn.

## Quay về Đại Đường
Năm Khai Thành thứ 4 (839), Chương Tín Khả hãn bị bộ tướng Quật La Vật cùng thủ lĩnh người Sa Đà là Lý Quốc Xương đánh bại trong một cuộc bạo loạn lớn, Khả hãn phải tự sát. Người Hồi Hột phải đề cử một người trong tông thất lên thay.
Năm Khai Thành thứ 5 (840), Hiệt Kiết Tư đánh bại Hồi Hột hãn quốc. Khả hãn của Hiệt Kiết Tư là A Nhiệt (阿熱) nhập kiến Đường triều, tự xưng là hậu duệ Lý Lăng. Dân tộc Hồi Hột, một bộ phận dời lên phía Tây, bộ phận thì dời xuống phía Nam. Bộ phận Nam hạ cùng Đường triều phát sinh xung đột.
Đại tướng Lý Tư Trung (李思忠) mật tấu Đường Vũ Tông, thông báo rằng Thái Hòa công chúa bị A Nhiệt bắt giữ. Tuy nhiên, A Nhiệt đối đãi với công chúa rất kính trọng, và sai người chuẩn bị đưa công chúa phản hồi Đường triều. Trong khi đó, thủ lĩnh tàn dư Hồi Hột là Ô Giới Khả hãn (乌介可汗) phục kích đoàn hộ tống và bắt lấy Thái Hòa công chúa. Ô Giới Khả hãn bắt công chúa viết thư, yêu cầu chấp nhận Hãn hiệu của y và trao cho y Chấn Vũ quân (nay là Hohhot, Nội Mông Cổ), để y có thể tái thiết Hồi Hột. Đường Vũ Tông ra chỉ cho y trở về biên giới Nhà Đường, và lập tức thả Thái Hòa công chúa ra ngay.
Ô Giới Khả hãn không làm theo thỏa thuận, còn cho người cướp bóc vùng biên giới phía Bắc, lại còn sai người hạch sách mượn thành phố biên giới là Thiên Đức (nay là Bayan Nur, Nội Mông Cổ) cho hắn, Vũ Tông lập tức từ chối.
Năm Hội Xương thứ 2 (842), mùa đông, Đường Vũ Tông đích thân viết thư cho Thái Hòa công chúa, sai tể tướng Lý Đức Dụ (李德裕) để lẫn vào đám tư trang, quần áo lấy danh nghĩa Nhà Đường đưa tặng công chúa vào mùa đông. Thư viết:
"Trước đây, Hoàng triều khiển hoàng quý chúa liên hôn cùng Hồi Hột. Việc này cốt là để giữ thư hoạn cho quốc triều, và cũng vì ước tín với Hồi Hột, giữ yên biên cương ước hẹn. Nhưng nay Hồi Hột bội ước, hành động điên loạn, đoàn kị mã liên tiếp tiến về phương Nam. Hoàng cô, ngài không sợ liệt tổ liệt tông trách cứ chăng? Khi hoàng cô cứ thế để mặc bọn họ xâm phạm biên cương, không đoái hoài nghĩ đến Tổ mẫu Thái hoàng thái hậu từ ái (tức Ý An hoàng hậu)? Hoàng cô kính yêu, ngài đang là quốc mẫu của Hồi Hột, xin hãy vì giọt máu ruột rà mà can gián Khả hãn. Nếu Khả hãn kháng cự bất tuân, tức là liên hệ giữa quốc triều và hắn cũng chấm dứt. Như thế hoàng cô cũng sẽ thoát khỏi xiềng xích của hắn!
Năm Hội Xương thứ 3 (843), Đường quân mở chiến dịch tấn công Chấn Vũ. Đường quân dẫn bởi Tiết độ sứ Hà Đông Lưu Miện và Thứ sử Lân Châu Thạch Hùng đã tiên phong, Ô Giới Khả hãn kinh hãi, vứt bỏ quân nhu chạy trốn. Thạch Hùng nghênh giá Thái Hòa công chúa về lại Đường triều.
Năm đó, ngày 4 tháng 4, Thái Hòa công chúa về đến Trường An. Đường Vũ Tông lấy Tông chính khanh Lý Nhưng Thúc (李仍叔), Bí thư giám Lý Tiễn Phương (李践方) tế cáo Cảnh lăng (lăng của Đường Hiến Tông). Công chúa đến trước đại điện, cởi bỏ áo khoác, đến lạy tạ trước Hoàng đế vì không làm tròn bổn phận khi xưa. Vũ Tông vui mừng mời Hoàng cô đứng dậy, sai người cấp y phục trang sức và sắp xếp để công chúa ở lại hậu cung. Ngày hôm sau, công chúa hội ngộ Thái hoàng thái hậu.
Đường Vũ Tông sau đó cấp phong hiệu là Định An Đại trưởng công chúa (定安大長公主). Không rõ bà qua đời khi nào.